# Barra do Itariri
Itariri ist ein Fischerort in Brasilien. Er liegt ca. 10 km von der Linha Verde entfernt und ca. 150 km von Salvador da Bahia im Bundesstaat Bahia. Auf einer Landzunge, die in die Barra do Itariri hineinragt, befindet sich der Ort, der eine kleine touristische Infrastruktur mit Pensionen und Restaurants aufweist. Es gibt sogar einige wenige Campingplätze im Ort. An dieser Stelle fließt in einem kleinen Flussdelta der gleichnamige Fluss Itariri ins Meer. Man kann Itariri auch direkt über eine Straße, die parallel zum Stand verläuft, vom Ort Sitio do Conde erreichen. Itariri gehört zum Municipio Conde.

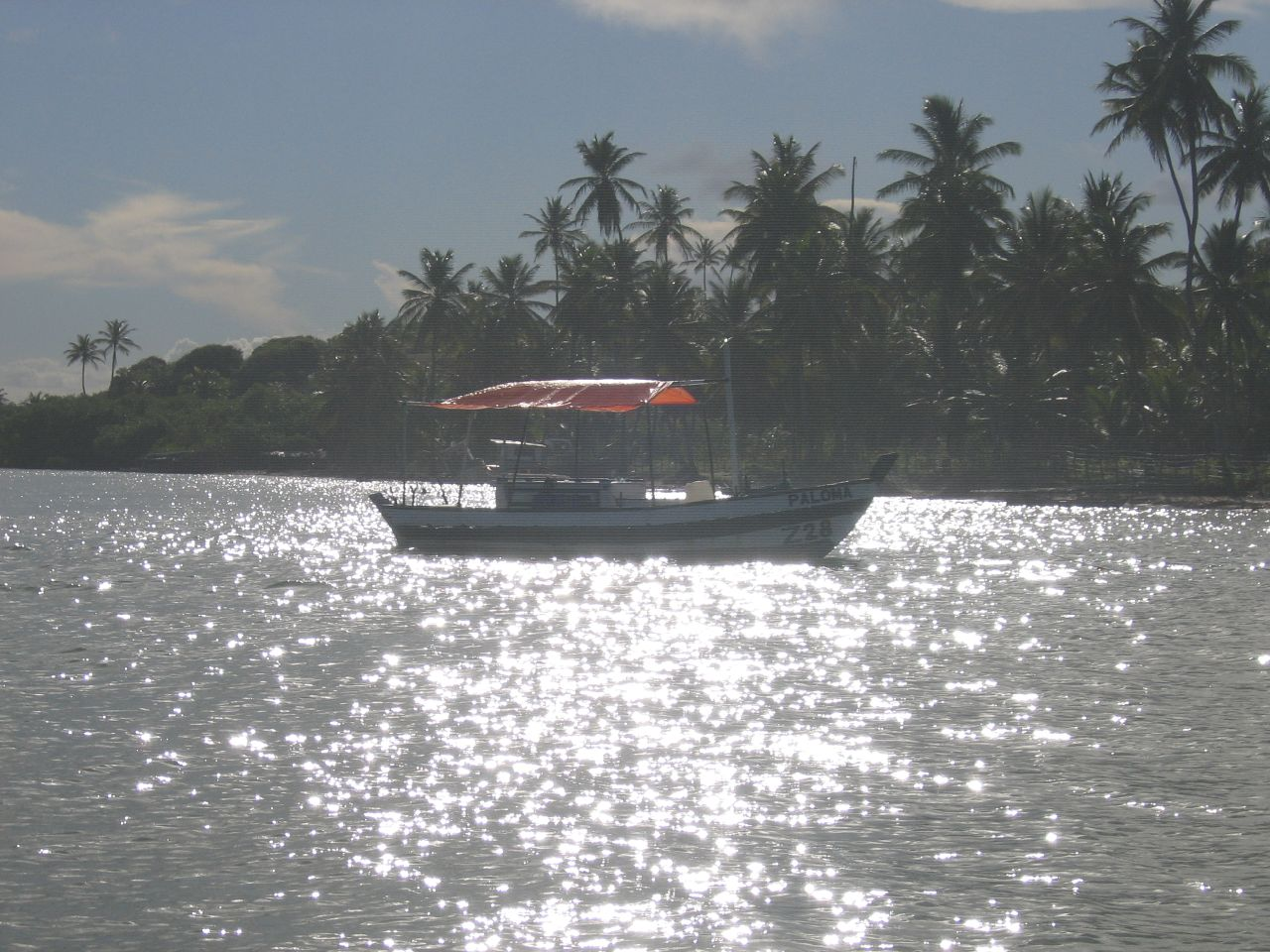
Blick auf das Mündungsdelta des Flusses Itariri
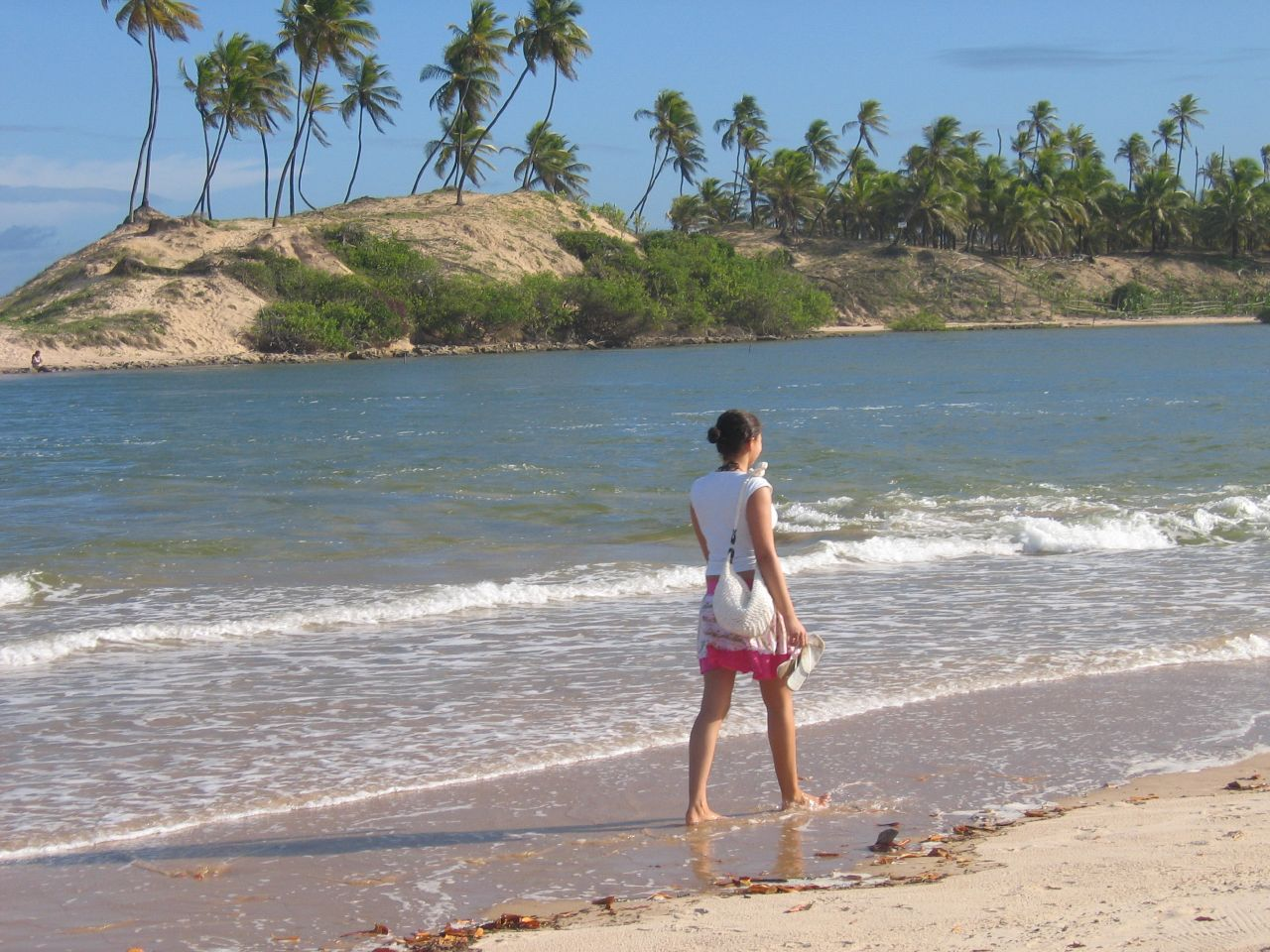
Wanderung am Flussstrand der Barra do Itariri

Koordinaten: 11° 58′ S, 37° 37′ W